# Districts du canton d'Appenzell Rhodes-Intérieures

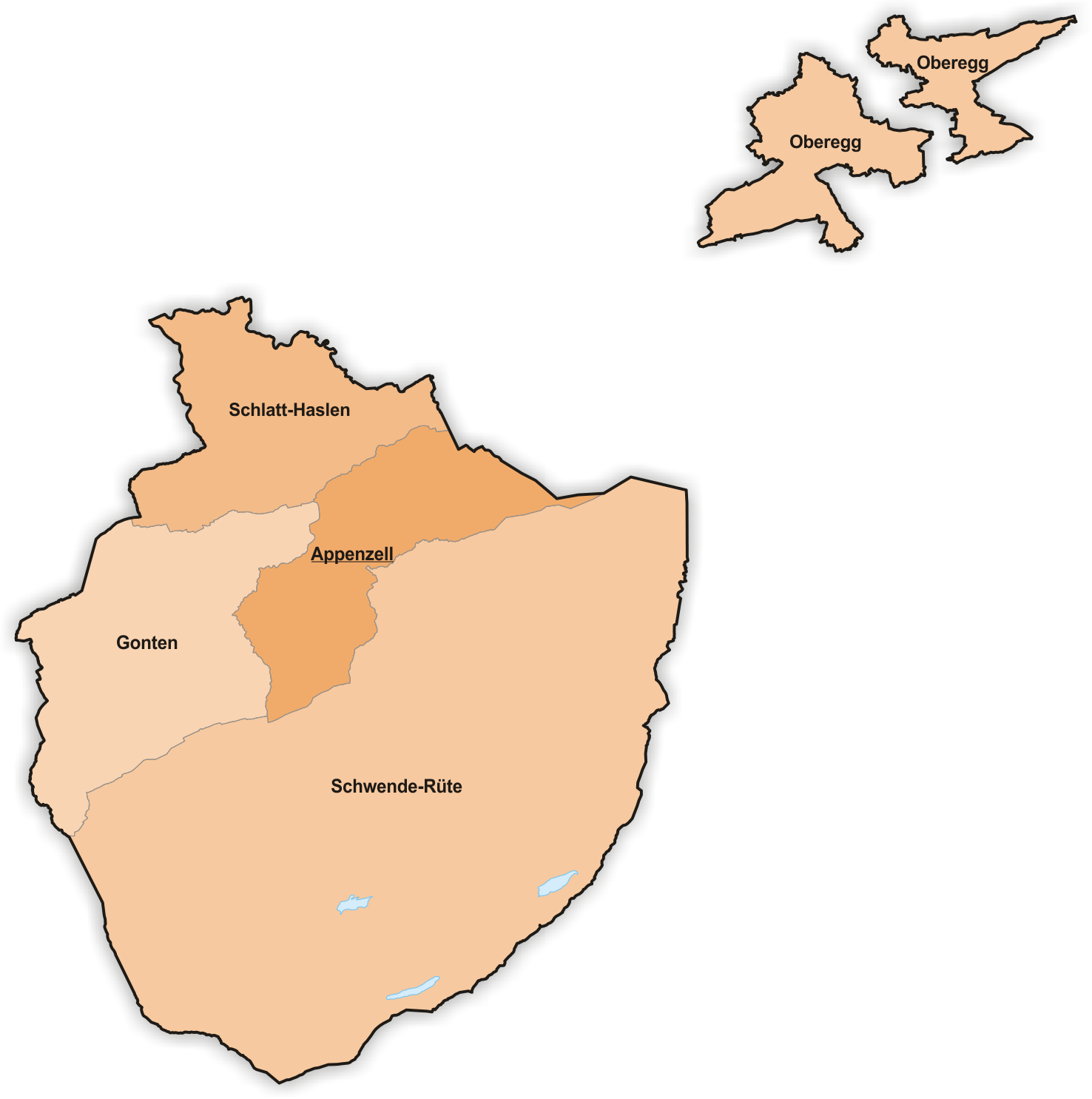
Carte du canton d'Appenzell Rhodes-Intérieures présentant sa division en districts en 2022.

Cet article présente une liste des districts du canton d'Appenzell Rhodes-Intérieures.

## Liste
En 2021, le canton d'Appenzell Rhodes-Intérieures compte 6 districts. Dans ce canton, les districts sont les unités administratives les plus petites, comparables aux communes des autres cantons.
En 2022, les habitants de Schwende et de Rüte ont approuvé une fusion ensemble pour former le district de Schwende-Rüte. La fusion est approuvée par la Landsgemeinde le 24 avril 2022 et est entrée en vigueur le 1er mai 2022,,.
| Nom            | N° OFS | Population (décembre 2022) | Superficie (km2) | Densité (hab./km2) |
| -------------- | ------ | -------------------------- | ---------------- | ------------------ |
| Appenzell      | 3101   | +005 864,                  | +0016,86         | 348                |
| Gonten         | 3102   | +001 466,                  | +0024,7          | 59                 |
| Oberegg        | 3111   | +001 928,                  | +0014,67         | 131                |
| Schlatt-Haslen | 3104   | +001 108,                  | +0017,92         | 62                 |
| Schwende-Rüte  | 3112   | +006 050,                  | +0098,37         | 131                |
| Total          | Total  | +016 416,                  | +0172,52         | 95                 |

Oberegg n'est pas contigu avec les cinq autres districts du canton et il est par ailleurs formé de deux morceaux distincts. Par ailleurs, le canton administre directement les couvents de Grimmenstein (enclavé dans la commune de Walzenhausen, dans le canton d'Appenzell Rhodes-Extérieures) et de Wonnenstein (dans la commune de Teufen).